# Ipoclorito
L'ipoclorito è l'anione del cloro con numero di ossidazione +1 e con la formula chimica ClO−. Un ipoclorito è anche un sale dell'acido ipocloroso. Esempi comuni di sali inorganici sono l'ipoclorito di sodio (la comune candeggina per uso domestico) e l'ipoclorito di calcio (una componente di polvere decolorante, uno sbiancante al "cloro").

## Proprietà
Tutti gli ipocloriti godono di proprietà ossidanti che sono tuttavia molto inferiori rispetto a quelle dell'acido ipocloroso. Il loro potenziale standard di riduzione infatti è pari a 0,878 Volt mentre quello dell'acido ipocloroso è uguale a 1,61 Volt. In soluzione acquosa tutti gli ipocloriti si comportano come basi di Bronsted originando quindi soluzioni alcaline.
In soluzioni acquose, gli ipocloriti, ed in particolare l'ipoclorito di sodio, liberano lentamente cloro che tende a disinfettare il solvente. Per questa ragione il composto viene utilizzato nella disinfezione delle acque.

## Applicazioni di laboratorio

### Agente ossidante
Ipoclorito è il più forte agente ossidante degli ossoanioni del cloro. Questo può essere visto confrontando i potenziali standard della serie delle celle elettrolitiche; i dati mostrano anche che gli ossoanioni di cloro sono ossidanti più forti in condizioni acide.
| Ione       | Reazione acida                           | E° (V) | Reazione neutra/basica             | E° (V) |
| ---------- | ---------------------------------------- | ------ | ---------------------------------- | ------ |
| Ipoclorito | H+ + HOCl + e− → 1/2 Cl2(g) + H2O        | 1,63   | ClO− + H2O + 2 e− → Cl− + 2OH−     | 0,89   |
| Clorito    | 3 H+ + HOClO + 3 e− → 1/2 Cl2(g) + 2 H2O | 1,64   | ClO−2 + 2 H2O + 4 e− → Cl− + 4 OH− | 0,78   |
| Clorato    | 6 H+ + ClO−3 + 5 e− → 1/2 Cl2(g) + 3 H2O | 1,47   | ClO−3 + 3 H2O + 6 e− → Cl− + 6 OH− | 0,63   |
| Perclorato | 8 H+ + ClO−4 + 7 e− → 1/2 Cl2(g) + 4 H2O | 1,42   | ClO−4 + 4 H2O + 8 e− → Cl− + 8 OH− | 0,56   |

L'ipoclorito è un ossidante sufficientemente forte da convertire Mn(III) in Mn(V) durante la reazione di epossidazione di Jacobsen e convertire
Ce3+ a Ce4+. Questo potere ossidante è ciò che li rende efficaci agenti 
sbiancanti e disinfettanti.